# Angel Don't Cry
Angel Don't Cry è una canzone della rock band Toto, secondo singolo estratto dall'album Isolation.

## Informazioni
Il brano fu scritto da David Paich e Fergie Frederiksen. Anche se nel brano la band dà strumentalmente e vocalmente il meglio di sé, come singolo non ebbe un buon successo commerciale, arrivando settantanovesimo nella Billboard Hot 100.
Il genere è un mescolarsi di AOR e Pop rock, con un assolo di chitarra ricollegante all'Hard rock, e con un classico ritmo anni 80.

## Videoclip
Il video mostra la band che suona nella sua sala prove, e quasi al buio: le luci si accendono tutte quante solo all'inizio della seconda strofa del brano, mentre prima di ciò c'erano poche luci accese.
Verso la fine il cantante Fergie Frederiksen, dopo aver finito di cantare, se ne va, mentre Steve Lukather continua a suonare l'assolo.

## Tracce
1. Angel Don't Cry
2. Lion

## Formazione
- Fergie Frederiksen - voce primaria
- Steve Lukather - chitarra elettrica e voce secondaria
- David Paich - tastiera e voce secondaria
- Steve Porcaro - tastiera
- Mike Porcaro - basso elettrico
- Jeff Porcaro - percussioni